# Krewella
Krewella è un duo musicale electro dance statunitense proveniente da Northbrook (periferia di Chicago). Il gruppo, formatosi nel 2007, era inizialmente un trio, composto da Jahan Yousaf e Yasmine Yousaf (sorelle di origini pakistane) e dal produttore Kris Trindl (conosciuto con il nome d'arte "Rain Man"), ma dal 20 settembre del 2014 quest'ultimo ha abbandonato il gruppo. Il loro stile musicale è un mix di generi: dance rock e dance pop. Tuttavia, lo stile di Krewella è stato influenzato da una serie di sottogeneri elettronici, tra cui electro progressive house, drum and bass, dubstep, trap e future bass. Il nome della band deriva dall'errore di ortografia di Jahan della parola "cruel" quando i due iniziarono a scrivere musica, e non è un riferimento a Cruella de Vil.

## Storia

### 2007–inizio 2013: formazione e inizio carriera
I Krewella si sono formati nel 2007 ed erano composti dalle sorelle Jahan e Yasmine Yousaf, insieme al produttore Kris Trindl. Jahan e Kris si sono conosciuti ad una festa alla Glenbrook North High School nel 2006 ed iniziarono una relazione (poi conclusasi nel 2011). Kris suonava in una band metal ma era rimasto affascinato dal lavoro del produttore Timbaland negli album di Nelly Furtado e Justin Timberlake, e stava convincendo Jahan a cantare su delle basi pop che aveva creato, ma quando ascoltò le produzioni di deadmau5 e Skrillex capì che avrebbero dovuto fare musica elettronica e cantarci sopra. Nel genere EDM non c'era nessun gruppo che lo faceva, e soprattutto dal vivo sarebbe stata una cosa nuova (escluso Basshunter che lo faceva dal 2006), quindi le persone che andavano ai rave o nei club non erano abituate a questo. Così Kris e Jahan decisero di reclutare Yasmine (anche lei frequentava la stessa scuola ed era la cantante di un gruppo rock chiamato Sunset and Camden). Per circa tre anni registrarono molte canzoni (senza limitarsi alla musica elettronica) tra cui Sasquatch Hands e Go Hard, che vennero pubblicate su Internet in modo non ufficiale.
I loro primi lavori ufficiali risalgono al 2009, attraverso due collaborazioni con S-Preme nei brani Say Goodnight e Akira Saves Me.
Tutti e tre i membri della band hanno tatuaggi "6-8-10" per commemorare l'8 giugno 2010, giorno in cui i tre hanno deciso di rinunciare alla carriera, alla scuola e a qualsiasi altra intenzione per la loro vita, per dedicare tutto il loro tempo alla carriera musicale congiunta della band.
Nel dicembre 2011 hanno firmato un contratto con l'etichetta di musica elettronica indipendente canadese Monstercat; "Killin 'It" è stata la prima canzone originale di Krewella pubblicata da un'etichetta. Monstercat ha promosso Krewella con campagne sui social media e ha collaborato con i canali promozionali YouTube di EDM per una piattaforma più ampia. Nel giugno 2012 i Krewella hanno pubblicato il loro EP Play Hard. Il secondo singolo "Alive" ha raggiunto la posizione numero uno nella classifica US Dance/Mix Show Airplay e si è anche piazzato nella Billboard Hot 100 degli Stati Uniti.
Krewella è stato protagonista di festival EDM in tutto il mondo, tra cui Ultra Music Festival, Electric Daisy Carnival, Stereosonic, Spring Awakening, Sunburn Festival e Paradiso festival. Queste esibizioni dal vivo sono valse loro l'International Dance Music Award 2012 come "Miglior artista rivoluzionario".
Dopo la loro esibizione all'Ultra Music Festival 2013, Billboard ha dichiarato che "Krewella diventerà enorme!" Il loro album di debutto Get Wet è entrato nella Top 10 della Billboard 200 degli Stati nella sua prima settimana. Krewella ha collaborato con il gruppo di produttori Cash Cash per realizzare il loro secondo singolo "Live For The Night".
Il loro album di debutto Get Wet venne pubblicato il 24 settembre 2013 su iTunes e in formato CD sotto l'etichetta Columbia Records. Nel gennaio 2014 Krewella ha collaborato con il marchio di lifestyle EDM Electric Family per produrre un braccialetto di collaborazione per il quale il 100% dei proventi viene donato a Dance For Paralysis. La partnership ha raccolto oltre $17.000 ad aprile 2014.

### Fine 2013–2015: la causa, l'abbandono di Kris e i nuovi singoli
Kris iniziò ad avere problemi di alcolismo a causa del successo improvviso, fino ad arrivare al punto di essere ricoverato in ospedale per intossicazione, durante uno show a Phoenix. Nonostante la voglia di mettere in risalto anche il terzo componente (in quanto produttore musicale), Jahan e Yasmine furono costrette ad apparire come un duo, giustificandosi con il fatto che Kris fosse malato. Anche dopo aver seguito un percorso di riabilitazione Kris continuò a non essere totalmente sobrio.
Le sorelle Yousaf avrebbero voluto che Kris continuasse le cure perché lo vedevano "cambiato", ma lui si rifiutò. Il 20 settembre 2014 è stato annunciato che Trindl non fa più parte di Krewella. Trindl successivamente ha intentato una causa contro le sorelle per $5 milioni sostenendo di essere stato ingiustamente "espulso" dalla band. Le sorelle Yousaf hanno ribattuto sostenendo che Trindl aveva problemi di droga e alcol, "ha fatto finta di fare il DJ" sul palco e alla fine si è dimesso dalla band.
Il 24 novembre 2014 le Krewella hanno pubblicato il loro primo singolo dopo la partenza di Trindl intitolato "Say Goodbye", di cui inizialmente fu disponibile il download gratuito. Il brano riflette sulla perdita di un membro e sulla causa contro le sorelle Yousaf.
Il 23 marzo 2015 Krewella ha pubblicato "Somewhere to Run" prodotto dai Pegboard Nerds e altri.
Nel giugno 2015 "Somewhere to Run" di Krewella è stato presentato nella campagna di marketing "Krewellavator" della Convention di Las Vegas e della Visitors Authority. Lo spot è stato girato in un vero ascensore all'MGM Grand Las Vegas. Krewella ha rilasciato Troll mix Vol. 14 - Return of the Trolls il 15 agosto 2015, il cui titolo è un riferimento all'intervallo di tempo successivo al precedente. Questo mix è il primo rilasciato dopo la partenza di Trindl. Il mix di un'ora presenta una nuova traccia delle sorelle, chiamata "Surrender the Throne". Include anche un nuovo remix del loro singolo "Somewhere to Run". Le sorelle sono state presenti nel singolo "Love Song to the Earth" insieme; Paul McCartney, Jon Bon Jovi, Sheryl Crow, Fergie, Colbie Caillat, Natasha Bedingfield, Leona Lewis, Sean Paul, Johnny Rzeznik, Angélique Kidjo, Kelsea Ballerini, Nicole Scherzinger, Christina Grimmie, Victoria Justice e Q'orianka Kilcher.
Nell'agosto 2015 è stato annunciato che Jahan e Yasmine Yousaf avevano risolto la causa con Kris Trindl in via extragiudiziale. I termini dell'accordo non sono stati resi pubblici.

### 2016:Ammunition
Krewella ha annunciato nel 2015 che stavano lavorando a un nuovo spettacolo esteso destinato a essere completato in tempo per un tour del 2016. Da quel momento prima dell'uscita c'erano molti frammenti di musica in arrivo tra cui le canzoni "Broken Record", "Helter Skelter", "Beggars" (con Diskord), "Louder Than Bombs", "Friends", "Superstar" (con i Pegboard Nerds e NGHTMRE) e "Marchin On". Il singolo "Beggars" è stato rilasciato il 29 aprile 2016. Krewella ha dichiarato che "Broken Record" sarà pubblicato una settimana prima di Ammunition. Le Krewella avrebbero dovuto presentare agli Electronic Music Awards inaugurali che avrebbero dovuto tenersi il 23 aprile 2016, ma sono stati rinviati a fine anno. Il 29 aprile 2016 Krewella ha pubblicato un video di 30 secondi di Yasmine che rappa sulle note della canzone di Kanye West "I Love Kanye" affermando "Fanculo, domani vi daremo del nuovo Krewella" prima dell'uscita del singolo "Beggars". Il video musicale della canzone è stato rilasciato contemporaneamente. Il 4 maggio 2016 un video intitolato "Love, Yazzy" è stato rilasciato al pubblico in cui Yasmine parlava dei suoi ricordi di Krewella sin dai suoi inizi con la band. La fine del video indicava la data di uscita di Ammunition che era il 20 maggio 2016. Due giorni dopo, un video intitolato "Love, Jahan" che parlava di unità e di una "banda senza confini" prima di annunciare un nuovo, più piccolo e intimo Sudore Tour. Questo tour autunnale da headliner ha attraversato 16 date in Nord America e Canada e ha caratterizzato musica nuova di zecca e tutta la loro band dal vivo. Il 10 maggio 2016 è stato pubblicato il singolo promozionale "Broken Record". Negli ultimi giorni prima dell'uscita, sono stati rilasciati i teaser di "Surrender the Throne", "Marching On", "Beggars", "Broken Record", "Ammunition" e "Can't Forget You", con quest'ultimo rilasciato un giorno prima del rilascio di Ammunition. Il 27 maggio 2016 Krewella è apparso in un singolo dei Pegboard Nerds e NGHTMRE intitolato "Superstar", che non ha fatto il taglio finale per l'EP Ammunition.

### 2017-2018: New World, Coke Studio e altri singoli
In un'intervista con Gary Vee le sorelle hanno dichiarato di essere attualmente in studio a lavorare a un seguito di Ammunition. Da allora hanno suonato altri teaser, come "Angels Cry", "dead af", "Team" e "Rise Up".
"Team" è stato successivamente rilasciato. Le Krewella hanno accennato a due nuove canzoni sul loro Snapchat mentre si esibivano a Sydney per la notte di Capodanno. Uno di questi si chiama "Be There". Da allora sono stati riprodotti altri teaser, infatti ci sono quasi 11 canzoni inedite in tutto. "Be There" doveva essere pubblicato entro la fine di marzo, uscendo finalmente il 10 maggio 2017. Hanno anche confermato la loro etichetta discografica, chiamata Mixed Kids Records, con "Be There" che è diventata la loro prima uscita.
Nel 2017 Krewella ha collaborato con il programma di danza-fitness Zumba. Hanno composto una canzone chiamata "I Got This" per il loro nuovo programma Strong, che prevede allenamenti con musica ad alta energia. Questo deve ancora essere rilasciato, ma è stato anticipato sulla pagina Instagram di Strong.
Il 17 maggio hanno suonato a un "concerto di fitness" di Zumba dove hanno suonato un set mentre istruttori e partecipanti si sono esibiti in un allenamento di danza.
Qui hanno preso in giro una canzone chiamata "Thrilla", che dopo l'uscita di un altro singolo il 31 maggio 2017, una canzone chiamata "Love Outta Me". Hanno pubblicato la prima parte del loro EP in due parti New World l'8 giugno 2017. Successivamente hanno annunciato il loro New World Tour con un video di Aladdin con la faccia di Yasmine su Yasmine e la faccia di Jahan che appare su personaggi casuali.
Krewella ha stimato che New World Part 2 sarebbe stato rilasciato entro la metà del 2017, poi entro l'inizio di settembre 2017 e prima del loro New World Tour, ma nessuna di queste date di rilascio si è conclusa. Esistono diversi teaser di possibili canzoni, come "dead af", "Rise Up", "New World" (con Yellow Claw), "Angels Cry", "I Got This", "Thrilla", "Alibi", "Like We", e più canzoni senza nome. Hanno pubblicato un nuovo singolo, "New World" il 18 settembre 2017 con Yellow Claw e Taylor Bennett. "Dead AF" è stato successivamente pubblicato come singolo il 24 ottobre 2017.
Il 31 ottobre Krewella è andato in live streaming dal loro tour bus sull'app social EDM 'WAV'. Hanno detto che New World Part 2 dovrebbe essere pubblicato nel 2018. Hanno anche anticipato cinque canzoni inedite: "Run Away", "Bad Liar", "Alarm" (con Lookas), "Ain't That Why" (con R3HAB), "Another Round" (con i Pegboard Nerds) e "Angels Cry". "Another Round" con i Pegboard Nerds è stato rilasciato il 17 novembre, "Alarm" con Lookas è stato rilasciato il 1 dicembre e "Ain't That Why" con R3HAB è stato rilasciato l'8 dicembre. "Angels Cry" è seguito il 29 dicembre 2017 rilasciato tramite la loro linea telefonica dei fan: chiunque abbia inviato un messaggio alla linea in precedenza ha ricevuto un messaggio con un collegamento e chiunque altro può inviare "lacrime d'angelo" al numero per riceverlo.
Krewella ha menzionato una versione di "New World" (con Yellow Claw) con la rapper cinese VAVA.
Mentre Krewella era in Cina, hanno postato sui social media con VAVA, sono apparsi in uno dei suoi concerti a Pechino, e hanno anche filmato un video musicale per questa versione. È stato rilasciato nel gennaio 2018.
Nel febbraio 2018 Krewella ha pubblicato "Alibi" insieme a un video musicale, che conteneva filmati del loro New World Tour. Ad aprile pubblicarono "Runaway". A maggio è stato rilasciato un video musicale animato creato dallo studio di produzione 3D Multimedia Blunt Action. Il singolo successivo, "Gold Wings" con Shaun Frank, è stato pubblicato a maggio 2018. Nel giugno 2018 hanno pubblicato una cover del brano di Bazzi "Mine" con BKAYE, come parte di una compilation di Cure8 records intitolata "Discovered vol. 1". Krewella pubblicò anche "Bad Liar" più tardi quel mese.
A partire da luglio 2018 sono presenti nella stagione 11 di Coke Studio (Pakistan) come artisti in primo piano e facevano anche parte della ben accolta canzone promozionale della stagione "Hum Dekhenge", che era una versione di Poem scritta da Faiz Ahmad Faiz.
La loro canzone di debutto ai Coke Studio "Runaway" (una versione del loro singolo precedente) è stata un successo immediato in Pakistan. La canzone è stata anche una riconnessione con le loro radici pakistane. Accoppiato con la potenza pura della voce folk di Riaz Qadri e Ghulam Ali Qadri, la banca ha portato la loro prima traccia fusion sull'hijr (separazione da un amato). Principalmente una canzone inglese, Jahan e Yasmine cantano anche in una delle loro lingue native per la prima volta. Le armonie vocali combinate con un trascinante groove dholak e sarangi pieno di sentimento sono ciò che rende "Runaway" una giustapposizione di buon gusto.
Nell'agosto 2018 hanno pubblicato "Soldier" in collaborazione con il produttore di basso americano Jauz come parte del suo album "The Wise and the Wicked".
New World Pt. 2 non è mai stato rilasciato.

### 2019–2020:zer0
A metà del 2019 Krewella ha iniziato a prendere in giro una "nuova era" sulle proprie pagine dei social media. Il primo singolo del loro prossimo album, "Mana", è stato rilasciato il 22 agosto 2019. Lo stesso giorno è stato rilasciato un video musicale creato dall'artista francese Gabyo, con una versione estesa della canzone. La versione estesa è stata rilasciata sulle piattaforme di streaming a settembre 2019, insieme a un remix del produttore americano Slippy.
Il secondo singolo "Ghost" è stato pubblicato nell'ottobre 2019, insieme a un video musicale. Nel dicembre 2019, Krewella ha pubblicato "Good On You" in collaborazione con il produttore indiano Nucleya. Lo stesso giorno, hanno annunciato il loro secondo album in studio "zer0", che dovrebbe essere rilasciato il 31 gennaio. Un video musicale per "Good On You" è stato rilasciato due settimane dopo, che è stato girato durante la visita di Krewella in India per Sunburn Festival. Il singolo finale dall'album, "Greenlights", è stato rilasciato il 18 gennaio 2020. Lo stesso giorno è stato rilasciato un video musicale, girato in Indonesia e includeva filmati dal loro set al Djakarta Warehouse Project. Questo ha dato a Krewella il secondo numero uno nella classifica Airplay Dance/Mix Show di Billboard nell'aprile 2020. Nel 2022, la canzone ha accumulato oltre 13 milioni di stream su Spotify.
L'album "zer0" è stato pubblicato il 31 gennaio 2020. L'album conteneva i brani "zer0", "Mana" (Extended Mix), "Good On You" (con Nucleya), "Anxiety" (con Arrested Youth), "Paradise" (con Asim Azhar), "Like We" (con Yung Baby Tate e Alaya), "Scissors", "Ghost", "Martyr", "Overboard" e "Greenlights".
È stato annunciato un tour per l'album zer0, con 13 spettacoli in tutto il Nord America, che inizierà nell'aprile 2020. Il tour è stato annullato a causa della pandemia di Covid-19.
Due EP remix di "zer0" sono stati pubblicati rispettivamente a marzo e aprile 2020, con remix di MOTi, REAPER, Lit Lords, MADGRRL, Slippy, Prince Fox, Toneshifterz, BEAUZ, SHIVARASA e Futuristic Polar Bears.
Nel maggio 2020 Krewella ha pubblicato "Goddess" in collaborazione con il duo gemello australiano NERVO, con il rapper indo-americano Raja Kumari. La canzone presentava temi pesanti dell'emancipazione delle donne, poiché Krewella e NERVO sono due degli artisti femminili più importanti nella musica elettronica. Per adattarsi a questo tema, sono stati rilasciati tre remix della canzone, di Brooke Evers, Holly T e Sippy, che sono anche donne nella musica elettronica.
Nel luglio 2020 Krewella ha pubblicato "Rewind" con Yellow Claw, insieme a un video musicale animato.
A causa della cancellazione del tour "zer0" Krewella ha collaborato con Insomniac Events per creare la "zer0 Live Concert Experience"; un evento virtuale tenutosi il 27 novembre 2020. Questo comprendeva un set ibrido DJ/Live Vocal di Krewella, così come DJ set degli artisti di supporto SHIVARASA e REAPER, entrambi presenti negli EP di remix di zer0. L'evento è stato trasmesso sulla pagina Twitch (servizio) di Insomniac e da allora è stato caricato sui canali YouTube di Insomniac e Krewella. Durante questo, hanno presentato in anteprima una nuova canzone, "Lay It Down", che è stata pubblicata come bonus track sul vinile limitato "zer0".

### 2021–presente:The Body Never Lies
Nel novembre 2021 le Krewella hanno iniziato a prendere in giro nuova musica sulle loro pagine sui social media. Subito dopo, hanno annunciato il loro prossimo singolo, "Never Been Hurt" in collaborazione con BEAUZ. Il brano è stato rilasciato insieme a un video musicale il 19 novembre.
Il 17 dicembre 2021 hanno pubblicato "No Control" con MADGRRL. Un video musicale è stato rilasciato il 25 dicembre.
Nel gennaio 2022 le Krewella hanno annunciato il loro terzo album in studio "The Body Never Lies", in uscita il 4 marzo. L'album contiene 10 tracce, tra cui "Never Been Hurt" e "No Control". Hanno anche annunciato un tour in Nord America, con 20 spettacoli, che inizierà il 1 aprile.
Subito dopo, hanno annunciato il prossimo singolo estratto dall'album, intitolato "I'm Just A Monster Underneath, My Darling". Il brano è stato rilasciato il 28 gennaio insieme a un lyric video creato dalla fotografa e graphic designer Olivia Van Rye. È la prima canzone drum & bass di Krewella da quando "Surrender The Throne" è stato pubblicato nel 2016.
"The Body Never Lies" è stato pubblicato il 4 marzo e include 10 tracce: "ash to ashes, dust to dust (intro)", "Traces", "No Control" (con MADGRRL), "In The Water", "War Forever", "You Don't Even Have To Try", "Never Been Hurt" (con BEAUZ), "Drive Away", "6 Feet" e "I'm Just A Monster Underneath My Darling". Un video musicale per "Drive Away" è stato presentato in anteprima su Facebook quel giorno ed è stato pubblicato su YouTube due giorni dopo.
In questo album tornano presenti dopo molti anni delle sonorità più drum & bass.

## Discografia

### Album in studio
| Titolo              | Dettagli Album                                                                                        | Posizione massima | Posizione massima | Posizione massima | Posizione massima |
| Titolo              | Dettagli Album                                                                                        | US                | US Dance          | CAN               | AUS               |
| ------------------- | --- | ----------------- | ----------------- | ----------------- | ----------------- |
| Get Wet             | - Pubblicazione: 24 settembre 2013 - Etichetta: Columbia Records - Formati: CD, download digitale     | 8                 | 1                 | 14                | 45                |
| zer0                | - Pubblicazione: 31 gennaio 2020 - Etichetta: Mixed Kids Records - Formati: Vinile, download digitale | —                 | 23                | —                 | —                 |
| The Body Never Lies | - Pubblicazione: 4 marzo 2022 - Etichetta: Mixed Kids Records - Formati: Vinile, download digitale    | —                 | —                 | —                 | —                 |

### EP
| Titolo          | Dettagli Album                                                                                                | Posizione massima | Posizione massima |
| Titolo          | Dettagli Album                                                                                                | US Dance          | US Heat           |
| --------------- | --- | ----------------- | ----------------- |
| Play Hard       | - Pubblicazione: 18 giugno 2012 - Etichetta: Krewella Music, LLC. - Formati: CD (Promo.), download digitale   | 6                 | 2                 |
| Play Harder     | - Pubblicazione: 10 dicembre 2012 - Etichetta: Krewella Music, LLC. - Formati: CD (Promo.), download digitale | —                 | —                 |
| Ammunition      | - Pubblicazione: 20 maggio 2016 - Etichetta: Columbia Records - Formati: Vinile, download digitale            | 2                 | —                 |
| New World Pt. 1 | - Pubblicazione: 8 giugno 2017 - Etichetta: Mixed Kids Records - Formati: Vinile, download digitale           | 25                | —                 |

### Singoli
| Anno | Singolo                                   | Posizione massima | Posizione massima | Posizione massima | Posizione massima | Posizione massima | Posizione massima | Posizione massima | Pubblicazione         |
| Anno | Singolo                                   | US                | US Dance          | AUS               | BEL               | CAN               | FRA               | NLD               | Pubblicazione         |
| ---- | ----------------------------------------- | ----------------- | ----------------- | ----------------- | ----------------- | ----------------- | ----------------- | ----------------- | --------------------- |
| 2011 | Life of the Party (con S-Preme)           | —                 | —                 | —                 | —                 | —                 | —                 | —                 | /                     |
| 2011 | Strobelights                              | —                 | —                 | —                 | —                 | —                 | —                 | —                 | /                     |
| 2011 | One Minute                                | —                 | —                 | —                 | —                 | —                 | —                 | —                 | Play Hard             |
| 2012 | Killin' It                                | —                 | —                 | —                 | —                 | —                 | —                 | —                 | Play Hard e Get Wet   |
| 2012 | Come & Get It                             | —                 | 41                | —                 | —                 | —                 | —                 | —                 | Play Harder e Get Wet |
| 2013 | Alive                                     | 32                | 5                 | —                 | 22                | 50                | 159               | 81                | Play Hard e Get Wet   |
| 2013 | Live for the Night                        | 100               | 11                | 87                | —                 | 96                | —                 | —                 | Get Wet               |
| 2013 | Party Monster                             | —                 | —                 | —                 | —                 | —                 | —                 | —                 | /                     |
| 2013 | Enjoy The Ride                            | —                 | 29                | 84                | 19                | —                 | —                 | —                 | Get Wet               |
| 2014 | Say Goodbye                               | —                 | —                 | —                 | —                 | —                 | —                 | —                 | /                     |
| 2015 | Somewhere to Run                          | —                 | —                 | —                 | —                 | —                 | —                 | —                 | /                     |
| 2016 | Beggars (con Diskord)                     | —                 | 33                | —                 | —                 | —                 | —                 | —                 | Ammunition            |
| 2016 | Broken Record                             | —                 | —                 | —                 | —                 | —                 | —                 | —                 | Ammunition            |
| 2016 | Team                                      | —                 | 26                | —                 | —                 | —                 | —                 | —                 | New World Pt. 1       |
| 2017 | Be There                                  | —                 | —                 | —                 | —                 | —                 | —                 | —                 | New World Pt. 1       |
| 2017 | Love Outta Me                             | —                 | —                 | —                 | —                 | —                 | —                 | —                 | New World Pt. 1       |
| 2017 | dead af                                   | —                 | —                 | —                 | —                 | —                 | —                 | —                 | /                     |
| 2018 | Angels Cry                                | —                 | —                 | —                 | —                 | —                 | —                 | —                 | /                     |
| 2018 | Alibi                                     | —                 | —                 | —                 | —                 | —                 | —                 | —                 | /                     |
| 2018 | BITCH OF THE YEAR                         | —                 | —                 | —                 | —                 | —                 | —                 | —                 | /                     |
| 2018 | Runaway                                   | —                 | —                 | —                 | —                 | —                 | —                 | —                 | /                     |
| 2018 | Bad Liar                                  | —                 | —                 | —                 | —                 | —                 | —                 | —                 | /                     |
| 2019 | Mana                                      | —                 | —                 | —                 | —                 | —                 | —                 | —                 | zer0                  |
| 2019 | Ghost                                     | —                 | —                 | —                 | —                 | —                 | —                 | —                 | zer0                  |
| 2019 | Good on You (con Nucleya)                 | —                 | —                 | —                 | —                 | —                 | —                 | —                 | zer0                  |
| 2020 | Greenlights                               | —                 | 21                | —                 | —                 | —                 | —                 | —                 | zer0                  |
| 2021 | Never Been Hurt (con BEAUZ)               | —                 | —                 | —                 | —                 | —                 | —                 | —                 | The Body Never Lies   |
| 2021 | No Control (con MADGRRL)                  | —                 | —                 | —                 | —                 | —                 | —                 | —                 | The Body Never Lies   |
| 2022 | I'm Just a Monster Underneath, My Darling | —                 | —                 | —                 | —                 | —                 | —                 | —                 | The Body Never Lies   |
| 2022 | Drive Away                                | —                 | —                 | —                 | —                 | —                 | —                 | —                 | The Body Never Lies   |

### Collaborazioni
| Data di uscita    | Nome Brano               | Artisti                                | Posizione Massima | Posizione Massima | Posizione Massima | Album                                       |
| Data di uscita    | Nome Brano               | Artisti                                | AUS               | US Dance          | RO                | Album                                       |
| ----------------- | ------------------------ | -------------------------------------- | ----------------- | ----------------- | ----------------- | ------------------------------------------- |
| 10 novembre 2009  | Akira Saves Me           | S-Preme, Krewella                      | —                 | —                 | —                 | The Sicktape: Volume Two                    |
| 10 novembre 2009  | Say Goodnight            | S-Preme, Krewella                      | —                 | —                 | —                 | The Sicktape: Volume Two                    |
| 31 maggio 2012    | Rise & Fall              | Adventure Club, Krewella               | —                 | —                 | —                 | /                                           |
| 10 settembre 2013 | Legacy                   | Nicky Romero, Krewella                 | 44                | —                 | —                 | /                                           |
| 19 novembre 2013  | United Kids of the World | Headhunterz, Krewella                  | —                 | —                 | —                 | /                                           |
| 27 maggio 2014    | Lights & Thunder         | Gareth Emery, Krewella                 | —                 | —                 | —                 | Drive                                       |
| 13 giugno 2014    | Set Yourself Free        | Tiësto, Krewella                       | —                 | —                 | —                 | A Town Called Paradise                      |
| 27 maggio 2016    | Superstar                | Pegboard Nerds, NGHTMRE, Krewella      | —                 | —                 | —                 | /                                           |
| 18 settembre 2017 | New World                | Yellow Claw, Taylor Bennett, Krewella  | —                 | 29                | —                 | /                                           |
| 17 novembre 2017  | Another Round            | Pegboard Nerds, Krewella               | —                 | —                 | —                 | /                                           |
| 1 dicembre 2017   | Alarm                    | Lookas, Krewella                       | —                 | —                 | —                 | Lucid                                       |
| 8 dicembre 2017   | Ain't That Why           | R3hab, Krewella                        | —                 | 23                | —                 | The Wave                                    |
| 18 gennaio 2018   | New World                | Yellow Claw, VaVa, Krewella            | —                 | —                 | —                 | /                                           |
| 11 maggio 2018    | Gold Wings               | Shaun Frank, Krewella                  | —                 | —                 | —                 | /                                           |
| 15 giugno 2018    | Mine [cover di Bazzi]    | BKAYE, Krewella                        | —                 | —                 | —                 | DisCOVERED Vol. 1                           |
| 31 agosto 2018    | Soldier                  | Jauz, Krewella                         | —                 | —                 | —                 | The Wise and the Wicked                     |
| 20 ottobre 2018   | Runaway                  | Riaz Qadri, Ghulam Ali Qadri, Krewella | —                 | —                 | —                 | Coke Studio Season 11 (Sound of The Nation) |
| 1 marzo 2019      | No Regrets               | KSHMR, Yves V, Krewella                | —                 | —                 | 84                | /                                           |
| 12 aprile 2019    | Next Life                | Adventure Club, Crankdat, Krewella     | —                 | —                 | —                 | Love // Chaos                               |
| 29 maggio 2020    | Goddess                  | NERVO, Raja Kumari                     | —                 | —                 | —                 | /                                           |
| 10 luglio 2020    | Rewind                   | Yellow Claw, Krewella                  | —                 | —                 | —                 | /                                           |
| 16 luglio 2021    | Lay It Down              | Illenium, SLANDER, Krewella            | —                 | —                 | —                 | Fallen Embers                               |

### Remix
| Data di uscita   | Brano                                              | Artista Originale        |
| ---------------- | -------------------------------------------------- | ------------------------ |
| 18 dicembre 2011 | Breathe (Krewella Vocal Edit)                      | Skrillex                 |
| 11 aprile 2012   | Fire Hive (Krewella 'Fuck on Me' Remix)            | Knife Party              |
| 11 giugno 2012   | Rise & Fall (Krewella Remix)                       | Adventure Club, Krewella |
| 5 settembre 2013 | Watercolour (Krewella & Evan Duffy Acoustic Cover) | Pendulum                 |
| 1 gennaio 2014   | Alone Together (Krewella Remix)                    | Fall Out Boy             |

### DJ Mix: Troll Mix
| Data di uscita    | Titolo del Mix                                 |
| ----------------- | ---------------------------------------------- |
| 5 dicembre 2012   | Troll Mix Vol. 1: Fuck Finals Edition          |
| 28 gennaio 2013   | Troll Mix Vol. 2: Road to Ultra                |
| 13 febbraio 2013  | Troll Mix Vol. 3: Makeout Edition              |
| 1º maggio 2013    | Troll Mix Vol. 4: Get Ripped or Die Trying     |
| 2 ottobre 2013    | Troll Mix Vol. 5: Get Wet Edition              |
| 31 ottobre 2013   | Troll Mix Vol. 6: Trick or Troll Edition       |
| 8 dicembre 2013   | Troll Mix Vol. 7: Jingle Troll Rock            |
| 30 dicembre 2013  | Troll Mix Vol. 8: Happy Krew Year              |
| 14 febbraio 2014  | Troll Mix Vol. 9: Just The Tip                 |
| 4 marzo 2014      | Troll Mix Vol. 10: Pre-Game Edition            |
| 8 aprile 2014     | Troll Mix Vol. 11: Road to Coachella           |
| 1º maggio 2014    | Troll Mix Vol. 12: To 150 BPM and Beyond       |
| 12 giugno 2014    | Troll Mix Vol. 13: Sex on the Dance Floor      |
| 15 agosto 2015    | Troll Mix Vol. 14: Return of the Trolls        |
| 13 settembre 2016 | Troll Mix Vol. 15: Sweatbox Edition            |
| 28 febbraio 2017  | Troll Mix Vol. 16: Winter Remedy Mix           |
| 31 marzo 2017     | Troll Mix Vol. 17: Weekend Warriors            |
| 28 aprile 2017    | Troll Mix Vol. 18: Troll Mix & Chill           |
| 18 luglio 2017    | Troll Mix Vol. 19: New World Tour Pre-game Mix |
| 27 ottobre 2017   | Troll Mix Vol. 20: dead af edition             |
| 26 ottobre 2019   | Troll Mix Vol. 21: Spooky Season 2019          |
| 2 agosto 2020     | Troll Mix Vol. 22: Quarantine Vibe Check       |
| 14 febbraio 2021  | Troll Mix Vol. 23: Only Trolls Fall In Love    |

### Brani non pubblicati
| Anno        | Nome Brano                                             | Artista                        | Tipologia      |
| ----------- | ------------------------------------------------------ | ------------------------------ | -------------- |
| Sconosciuto | Bits 'n' Pieces                                        | Krewella                       | Brano completo |
| Sconosciuto | Blush                                                  | Jahan Yousaf, S-Preme          | Brano completo |
| Sconosciuto | Dirty Dance                                            | Krewella                       | Brano completo |
| Sconosciuto | Go Hard                                                | Krewella                       | Brano completo |
| Sconosciuto | Sasquatch Hands                                        | Krewella                       | Brano completo |
| Sconosciuto | Stick Up                                               | Krewella                       | Brano completo |
| Sconosciuto | Swag In A Bottle                                       | Krewella, S-Preme              | Brano completo |
| 2009        | Gameplan                                               | Krewella                       | Brano completo |
| 2009        | Gentleman                                              | Krewella                       | Brano completo |
| 2013        | Chainsaw + Live For The Night (Krewella Vocal Bootleg) | R3hab                          | Bootleg        |
| 2013        | Louder (Krewella Vocal Edit)                           | DJ Fresh                       | Remix          |
| 2013        | Scorpion Move (Krewella Vocal Edit)                    | Zedd                           | Remix          |
| 2015        | Friends                                                | Krewella                       | Demo           |
| 2015        | Helter Skelter                                         | Krewella                       | Demo           |
| 2015        | Louder Than Bombs                                      | Krewella, Pegboard Nerds       | Demo           |
| 2015        | When The Bullet Hits Home                              | Jahan Yousaf                   | Brano completo |
| 2016        | Rise Up                                                | Krewella                       | Demo           |
| 2017        | I Got This [per Zumba Fitness]                         | Krewella                       | Brano completo |
| 2017        | Thrilla [per Zumba Fitness]                            | Krewella                       | Brano completo |
| 2017        | Illegal                                                | Krewella, Contrvbvnd, Haterade | Demo           |
| 2017        | Rule The World                                         | Krewella, Yellow Claw          | Demo           |
| 2018        | Sway                                                   | Krewella                       | Demo           |

### Video Musicali
| Data di uscita   | Nome Brano                   | Diretto da                      |
| ---------------- | ---------------------------- | ------------------------------- |
| 8 febbraio 2012  | Killin' It                   | Laine Kelly                     |
| 26 giugno 2012   | Alive (Daytona Live Video)   | Miles Evert                     |
| 16 agosto 2012   | Feel Me                      | Miles Evert                     |
| 18 dicembre 2012 | Alive                        | Bryan Schlam                    |
| 22 gennaio 2013  | Human                        | Miles Evert                     |
| 15 marzo 2013    | Alive (Pegboard Nerds Remix) | Bryan Schlam                    |
| 1 agosto 2013    | Live for the Night           | Alex Topaller, Daniel Shapiro   |
| 25 ottobre 2013  | Legacy                       | Kyle Padilla                    |
| 26 novembre 2013 | United Kids of the World     | Robby Starbuck                  |
| 6 marzo 2014     | Enjoy the Ride               | K Tanch                         |
| 26 marzo 2014    | Party Monster                | Laine Kelly                     |
| 22 luglio 2015   | Somewhere to Run             | Roby Kramer                     |
| 29 aprile 2016   | Beggars                      | Laine Kelly, Brandon Parker     |
| 8 giugno 2016    | Broken Record                | John Curtis                     |
| 9 dicembre 2016  | Team                         | Nathan Lim                      |
| 10 maggio 2017   | Be There                     | Brandon Parker                  |
| 26 luglio 2017   | Fortune                      | Sam Leabo, Tom Finke            |
| 24 gennaio 2018  | New World                    | Pako Peng                       |
| 13 febbraio 2018 | Alibi                        | Mixed Media                     |
| 10 marzo 2018    | Bitch Of The Year            | Brandon Parker                  |
| 24 maggio 2018   | Runaway                      | Osea.n, Blunt Action            |
| 11 aprile 2019   | No Regrets                   | -                               |
| 22 agosto 2019   | Mana                         | Gabyo                           |
| 18 ottobre 2019  | Ghost                        | Andrew Sandler, Lauren Dunn     |
| 18 dicembre 2019 | Good On You                  | Daniel Malikyar, Karl Jungquist |
| 17 gennaio 2020  | Greenlights                  | Karl Jungquist, Lucas MK        |
| 10 luglio 2020   | Rewind                       | Yudhistira Israel               |
| 19 novembre 2021 | Never Been Hurt              | -                               |
| 25 dicembre 2021 | No Control                   | Warren Manegan                  |
| 7 marzo 2022     | Drive Away                   | MOM                             |

## Membri
- Jahan Yousaf - DJ, voce, scrittrice, produttrice (2007-oggi)
- Yasmine Yousaf - DJ, voce, scrittrice, produttrice, controller musicali FX (2007-oggi)
- Kristopher Trindl - DJ, produttore, controller musicali FX (2007-2014)
- Membri della sessione/tour:
- Frank Zummo - batteria, percussioni (2015-2017)
- Max Bernstein - chitarre, tastiere (2015-2017)